# سیارک ۱۰۴۲۸
سیارک ۱۰۴۲۸ (به انگلیسی: 10428 Wanders، نامگذاری:2073P-L) ده هزار و چهارصد و بیست و هشتمین سیارک کشف شده‌است که در ۲۴ سپتامبر ۱۹۶۰ کشف شد.
قدر مطلق سیارک برابر ۱۵٫۱۰ است.